# 海の幽霊
「海の幽霊」（うみのゆうれい、英文表記: Spirits of the Sea）は、日本のミュージシャン・米津玄師の楽曲。デジタル配信限定シングルとしてソニー・ミュージックレコーズより2019年6月3日に各音楽配信サービスにてリリースされた。この他、9月11日に10thシングルとしてリリースされた『馬と鹿』や、翌年8月5日に5thアルバムとしてリリースされた『STRAY SHEEP』に収録されている。

## 発表と背景

### 制作背景
「海の幽霊」は2019年6月7日より劇場公開される五十嵐大介原作、STUDIO4℃制作の劇場アニメ『海獣の子供』の主題歌として制作された。インタビューにおいて、米津は原作を10代のころより愛読しており、映像化の話を知って主題歌をやりたいと制作陣へ依頼し、今回のコラボレーションが生まれたと語っている。主題歌を担当する旨の報道がなされた後、原作者の五十嵐は、かつて米津がイメージソングを提供した「ルーヴルNo.9 〜漫画、9番目の芸術〜」の頃より、米津と親交があったことに触れ、米津の起用について非常に好意的なコメントを残している。

## プロモーション・ミュージックビデオ
楽曲のリリースに際して、米津のミュージックビデオ制作に度々携わってきた山田智和が撮影を担当した新たなビジュアルワークが公開された。
楽曲は2019年5月10日に公開された予告編の第2弾の内容で解禁された。その後、5月27日に行われた100名限定の先行上映会にて楽曲のフルサイズとミュージックビデオが解禁された。ミュージックビデオは上映会終了後にYouTube上に公開された。ミュージックビデオはスタジオ4℃が制作した『海獣の子供』の本編映像が全編に渡って使用された。
2021年9月28日にミュージック・ ビデオが1億回再生を突破した。投稿日から2年と123日での達成となり、米津の手掛ける楽曲の再生数1億回は15作目となった。

## チャート成績
「海の幽霊」は2019年6月3日よりデジタルシングルとしてリリースされた。オリコン調べによると、同曲はその日付で51967ダウンロード件数を記録し、2019年内のデイリーダウンロード件数の最多記録を更新した。同日のデイリーデジタルシングルランキングでは1位に登場し、他各音楽配信サービスのチャートでも軒並み1位を記録した。
Billboard JAPANでは、6月10日付けのチャートに初登場した。Billboard Japan Hot 100ではダウンロード、ストリーミングのポイントが結果に組み込まれていないにもかかわらず、ラジオ、Twitter、YouTubeの3指標で好成績を残し、初登場9位を記録した。販売が開始した翌週のチャートではダウンロード件数で12万回を超える数値を記録、2位以下に大差をつけて首位を獲得した。
- 2019年6月17日付のオリコン週間デジタルシングル（単曲）ランキングでは初動126,715ダウンロードを売り上げ、週間1位にランクインした。2019年年度での初週ダウンロード最高記録。
- 2019年6月24日付のオリコン週間デジタルシングル（単曲）ランキングでは52,612ダウンロードを売り上げ、連続週間1位にランクインした。
- 2019年6月17日付のオリコン週間合算シングルランキングでは初動50,686ptを売り上げ、週間4位にランクインした。
- 2019年6月17日付のBillboard JAPAN HOT BUZZ SONGBillboard JAPAN HOT BUZZ SONGでは1位を獲得した。
- 2019年6月17日・24日付のBillboard JAPANダウンロード・ソング・チャート“Download Songs”では2週連続1位を獲得した。
- 2019年6月10日・17日・24日、7月1日・8日付のJAPAN Hot Animationチャートでは5週連続1位を獲得した。

## 認定

### 有料音楽配信認定
| 国/地域      | 認定                                                | 認定/売上数 |
| ------------ | --------------------------------------------------- | ----------- |
| 日本（RIAJ） | プラチナ - （ダウンロード）                         | 250,000*    |
| 日本（RIAJ） | ゴールド - （ストリーミング）                       | 50,000,000* |
| 日本（RIAJ） | * 認定のみに基づく売上数 ^ 認定のみに基づく出荷枚数 |             |

## 収録曲
1. 海の幽霊  [3:54]
  - 作詞・作曲・編曲：米津玄師、オーケストラアレンジ・指揮：坂東祐大（Ensemble FOVE）[12][13]